# Manche mögen’s heiß
Manche mögen’s heiß (Originaltitel: Some Like It Hot) ist eine US-amerikanische Filmkomödie aus dem Jahr 1959. Das Drehbuch wurde nach einer Geschichte von Robert Thoeren und Michael Logan von I.A.L. Diamond und Billy Wilder verfasst. Wilder übernahm auch Regie und Produktion. In den Hauptrollen sind Marilyn Monroe, Tony Curtis und Jack Lemmon zu sehen.
Der Film spielt zur Zeit der Roaring Twenties im Jahr 1929. In Chicago werden die beiden Musiker Jerry und Joe Augenzeugen eines Massakers der Mafia. Um den Killern zu entkommen, tauchen sie als Frauen verkleidet in einer Damenkapelle unter, die auf dem Weg nach Florida ist. Während Jerry alias Daphne zum Objekt der Begierde eines älteren Millionärs wird, macht sich Joe, verkleidet als Millionenerbe Shell Junior, an die Sängerin Sugar heran. Doch das Mafia-Syndikat bleibt ihnen auf den Fersen.
Der Schwarzweißfilm ist eine Persiflage auf Gangsterfilme und Melodramen. Mit seinem Tempo, den schwungvollen Dialogen und dem Wortwitz sowie den Slapstick-Anleihen steht er in der Tradition der Screwball-Komödie. Lemmon und Curtis parodieren in ihrer Verkleidung als Frauen das Verhalten gegenüber dem anderen Geschlecht, Monroe liefert in ihrer typischen Rolle als naive, laszive Blondine eine Glanzleistung ab und stellt ihr Können als Sängerin unter Beweis. Manche mögen’s heiß war seinerzeit einer der erfolgreichsten Filme des Jahres, ist heute ein Klassiker und genießt immer noch große Popularität. Das American Film Institute listet den Film als beste amerikanische Komödie aller Zeiten.

## Handlung
Im Jahr 1929, zur Zeit der Prohibition, betreibt der Mobster Gamaschen-Colombo in Chicago einen als Beerdigungsinstitut getarnten Nachtclub, in dem illegal Alkohol ausgeschenkt wird. Doch Detective Mulligan bekommt von dem Spitzel Zahnstocher-Charlie einen Tipp und lässt den Club hochgehen. Als er mit seinen Leuten zur Razzia anrückt, können Jerry und Joe, Kontrabassist und Saxophonist der Clubkapelle, gerade noch rechtzeitig flüchten, haben jetzt aber auch keinen Job mehr. Ihr Agent Sig Poliakoff sucht zwar dringend eine Bassgeige und ein Saxophon, allerdings für eine Damenkapelle. In einer Autogarage werden sie zufällig Augenzeugen, wie Gamaschen-Colombo Zahnstocher-Charlie und seine Kumpane aus Rache für den Verrat ermorden lässt. Im letzten Moment können sie entkommen. Um sich vor den Killern zu verstecken, nehmen sie das Engagement an – verkleidet als Daphne und Josephine. Die von der resoluten Sweet Sue und dem trotteligen Manager Bienstock geleitete Kapelle fährt per Zug nach Florida.
Auf der Zugfahrt nach Florida verlieben sich beide in Sugar, die bildhübsche Sängerin und Ukulelespielerin der Band. Beim Proben wird Sugar von Sweet Sue mit einem Fläschchen Whiskey erwischt, doch Daphne behauptet, es sei ihres, und bewahrt sie so vor dem Rausschmiss. Nachts schleicht Sugar heimlich zu der Kabine ihrer Retterin, um sich zu bedanken. Als die anderen Frauen davon Wind bekommen, artet das Tête-à-Tête zu einer Party in Daphnes Bett aus.
Im Hotel  Seminole Ritz in Miami werden die beiden „Konservatoriums-Damen“ selbst zum Objekt der Begierde. Osgood Fielding III., ein älterer Millionär und Schürzenjäger, verliebt sich in das „Rasseweib“ Daphne. Der frühreife Hotelpage will unbedingt mit Josephine anbandeln. Doch Joe macht sich an Sugar heran. Verkleidet als Millionenerbe Shell Junior und in das Wall Street Journal vertieft, lernt er sie „ganz zufällig“ am Strand kennen. Sugar versucht bei ihrer „neuen Bekanntschaft“ Eindruck zu schinden und flunkert, sie sei auf dem Konservatorium gewesen. Abends lädt Osgood Daphne zum Dinner auf seine Yacht ein. Doch Joe überredet Jerry, ihn an Land festzunageln. Während Osgood und Daphne in einer Bar Tango tanzen, kann er als angeblich schwerreicher Ölmagnat Sugar zum Rendezvous auf „sein“ Schiff bitten. Er gibt vor, nach dem tragischen Unfalltod seiner Verlobten völlig unempfänglich für weibliche Reize zu sein. Sugar ist erschüttert und setzt alles daran, ihn zu heilen. Bei der Therapie setzt sie neben Champagner und Musik ganz auf ihre Verführungskünste, umarmt und küsst den „armen Mann“ hingebungsvoll. Zunächst täuscht Joe vor, nichts zu spüren, doch Sugars Ehrgeiz ist geweckt, und so setzt sie ihre Rettungsmission fort – nicht ohne zahlreiche weitere Küsse zu Kontrollzwecken – bis er endlich erste Anzeichen der Genesung zeigt. Währenddessen macht Osgood Jerry alias Daphne einen Heiratsantrag, dem dieser – nun völlig in der weiblichen Rolle aufgegangen – wohlwollend gegenübersteht. Joe versucht, ihn davon zu überzeugen, dass dies nicht möglich sei, da „Daphne“ ja in Wirklichkeit ein Mann ist.
Im Seminole Ritz treffen die „Freunde der italienischen Oper“ ein – ein Deckname für das Mafia-Syndikat. Mit von der Partie sind auch Gamaschen-Colombo und seine Gang, die noch immer die Zeugen aus Chicago beseitigen wollen. Den beiden wird der Boden heiß unter den Füßen.
Bevor sie sich aus dem Staub machen, ruft Joe alias „Junior“ Sugar an und schwindelt, er müsse leider die Tochter eines Geschäftspartners heiraten. Sugar ist am Boden zerstört und will ihren Kummer in Whisky ertränken. Auf der Versammlung der Gangster lässt der „Kleine Bonaparte“, der Boss der Mafia, Colombo und seine Bande wegen des Garagenmordes liquidieren – und wieder sind Jerry und Joe Zeugen. Während Detective Mulligan die Bosse des Syndikats festsetzt, jagen deren Schergen sie durch das Hotel. Daphne ruft Osgood an und sagt, sie wolle mit ihm auf seiner Yacht durchbrennen.
Joe beichtet Sugar sein falsches Spiel als Josephine und Shell Junior, doch sie ist bereits bis über beide Ohren verliebt und kommt mit ihm und Jerry mit. Auch Osgood ist nach wie vor fest entschlossen, seine Angebetete zu ehelichen. Während ihrer gemeinsamen Flucht versucht Daphne mit allen Mitteln, ihm die Heirat auszureden. Als Osgood sich partout nicht davon abbringen lassen will, nimmt Jerry seine Perücke ab und gesteht, dass er ein Mann ist. Osgood bleibt jedoch auch davon unbeeindruckt und antwortet gelassen: „Na und? Niemand ist vollkommen!“

## Entstehungsgeschichte

### Vorlagen

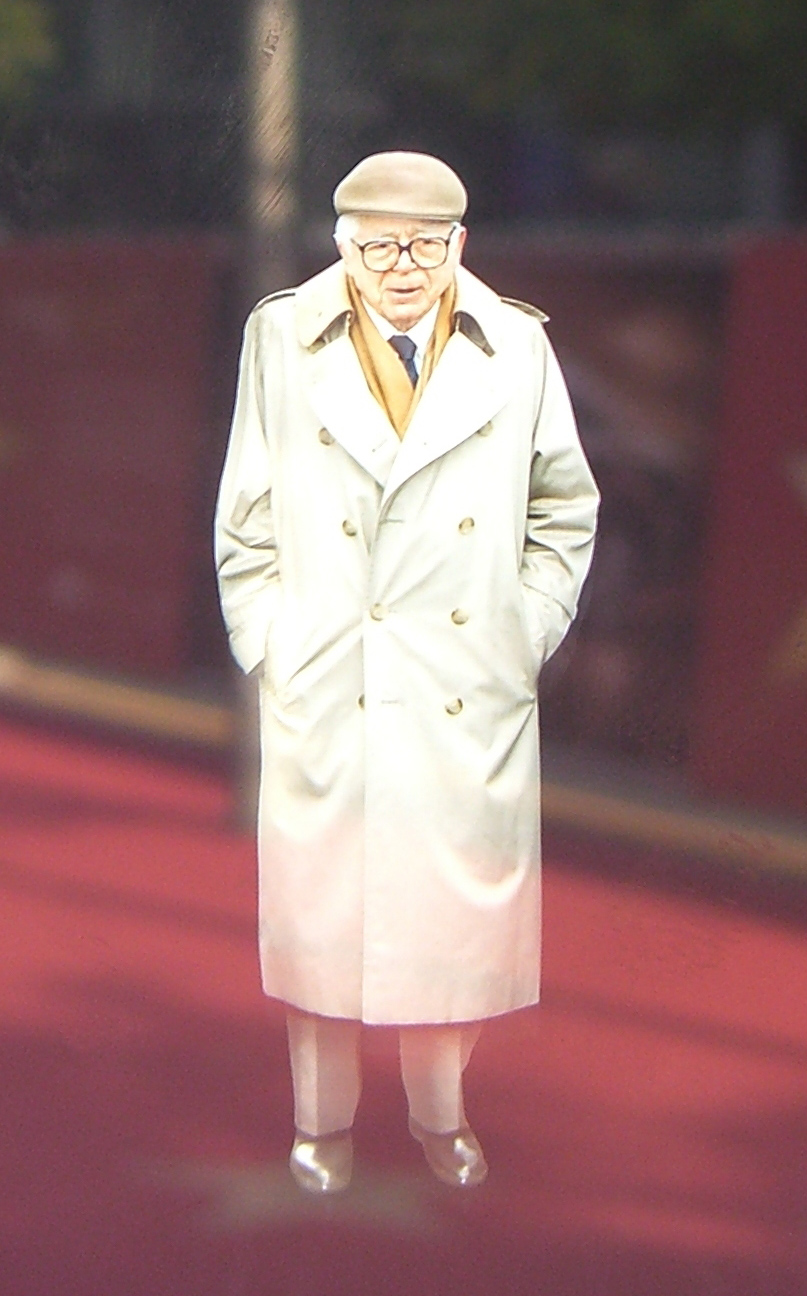
Billy Wilder auf seinem Stern am Boulevard der Stars in Berlin

Die Vorlage zu dem Film wurde 1935 von Robert Thoeren und Michael Logan für den französischen Film Fanfare d’Amour verfasst. 1951 diente die Geschichte auch als Vorlage für den deutschen Film Fanfaren der Liebe unter der Regie von Kurt Hoffmann. In dieser Version kamen noch keine Gangster vor. Manche mögen’s heiß wird deshalb oft als Neuverfilmung von Fanfare d’Amour und Fanfaren der Liebe betrachtet.
Vom Lexikon des internationalen Films wird Fanfaren der Liebe als turbulenter Schwank gelobt, der jedoch Manche mögen’s heiß „trotz aller ausgelassenen Spielfreude nicht annähernd das Wasser reichen kann“. Der Regisseur Billy Wilder nahm zwar die Grundidee auf, bezeichnete den deutschen Vorläufer aber als „drittklassig, absolut furchtbar und miserabel“. Bereits zuvor hatte er aber in seinen Drehbüchern das Komikpotenzial von Maskeraden erprobt, so auch in seiner ersten Regiearbeit Der Major und das Mädchen, in der Ginger Rogers sich als Kind verkleidet, um sich eine Zugfahrkarte leisten zu können.
Wilder hatte seit den 1940er-Jahren bereits eine Reihe von Filmen gedreht, die heute als Klassiker gelten. In der Filmbranche löste die Idee zu Manche mögen’s heiß zunächst allerdings Befremden aus. Der Produzent David O. Selznick warnte Wilder, dass er keine Komödie mit einem Blutbad beginnen könne: „Blood and laughter don’t mix“, zu deutsch: „Blut und Gelächter passen nicht zusammen“. Dennoch baute Billy Wilder mit seinem langjährigen Partner I.A.L. Diamond das Drehbuch auf dieser Grundidee auf. Mit dem Garagenmord hatte er ein plausibles Motiv dafür, dass die Männer so lange als Frauen verkleidet in der Band bleiben.

### Drehbuchversionen
Wie in Hollywood üblich, gab es mehrere Fassungen des Drehbuches, die im Laufe der Produktion immer wieder überarbeitet wurden und noch während der Produktion einige Änderungen erfuhren. Auf der Zugfahrt gab es eine Szene zwischen Joe und Jerry, die nach der ersten Probevorführung herausgeschnitten wurde. Jerry alias Daphne schleicht sich in die Koje, in der er Sugar wähnt, weiß aber nicht, dass sie inzwischen mit Joe die Schlafplätze getauscht hat. Jerry rückt vorsichtig damit heraus, dass er in Wahrheit kein Mädchen sei, und gesteht der vermeintlichen Sugar seine Liebe. Als Joe ihn am Kragen packt, erschrickt Jerry und fleht Joe an, er werde doch wohl kein Mädchen schlagen. Diese Szene wurde nach einem katastrophalen Preview herausgeschnitten, da man den Film für zu lang hielt.
Selbst während der Produktion des Films gab es noch Änderungen im Detail. Beispielsweise erzählte Sugar von ihrem letzten Freund, sie hätte ihm Knackwurst, die auch im Englischen so heißt, mit Kartoffelsalat bringen sollen. Als sie stattdessen Krautsalat gebracht hätte, habe er ihr den Salat ins Gesicht geworfen. Tony Curtis’ Antwort sah vor, er hätte am liebsten Horseradish (englisch für Meerrettich) auf seiner Knackwurst. Dieser sehr anzügliche Dialog wurde geändert. Sugars Satz wurde nachträglich bei der Synchronisation übersprochen und sie spricht nun von einem Hot Dog. Die Bemerkung von Josephine war schon vorher aus dem Drehbuch gestrichen worden.
Nachdem der Film zunächst unter dem Arbeitstitel „Not tonight, Josephine“ geführt wurde, suchte man noch nach einem griffigeren, endgültigen Titel. Laut Billy Wilder habe sein Freund I.A.L. Diamond die Idee entwickelt. Er erinnerte sich, dass der Titel 1939 schon einmal für einen Paramount Film mit Bob Hope verwendet worden sei. Da sie ihren Film ebenfalls für Paramount produzierten, verfügte man also bereits über die Rechte. Die Titelzeile spricht Tony Curtis als Shell Junior zu Sugar am Strand, während sie über Jazzmusik sprechen.

### Besetzung

#### Hauptrollen

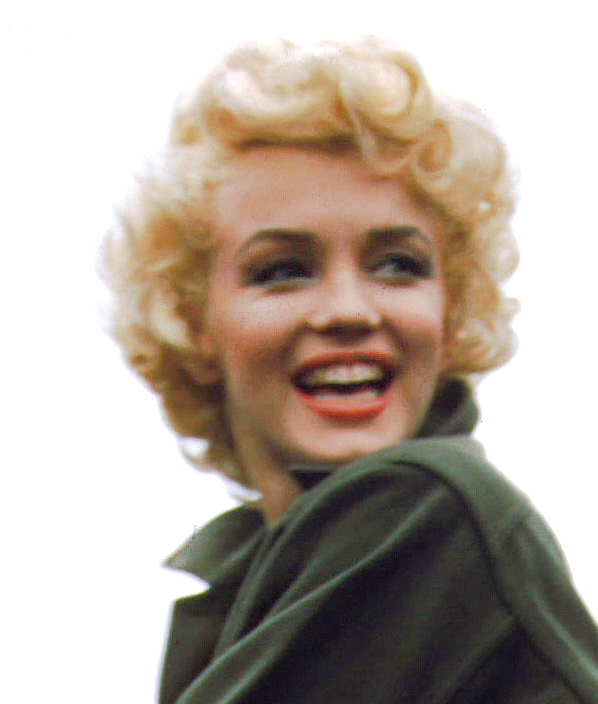
Marilyn Monroe (1954)

Für die Rolle der Sugar war zunächst auch Mitzi Gaynor im Gespräch, doch Wilder entschied sich für Marilyn Monroe, als er erfuhr, dass sie frei war. Er hatte mit ihr 1955 schon Das verflixte 7. Jahr gedreht und damit großen kommerziellen Erfolg erzielt. Die Szene, in der Monroes Rock durch die Abluft der U-Bahn aufgewirbelt wird, hatte Kultstatus, und sie war zu diesem Zeitpunkt die begehrteste Schauspielerin Hollywoods. Obwohl sie diese Art von Rollen eigentlich nicht mehr spielen wollte, nahm sie Wilders Angebot an. Neben einer Gage in Höhe von 100.000 Dollar erhielt sie eine Gewinnbeteiligung von 10 %. Die männlichen Hauptdarsteller haben beide größere Rollen, doch ist der Film entscheidend von Monroe geprägt, um die sich alles dreht. Die Komödie sollte ihr größter Erfolg und der Höhepunkt ihrer Karriere werden. Sie starb drei Jahre nach Erscheinen des Films.
Die Rollen der beiden Musiker übernahmen Tony Curtis und Jack Lemmon, der trotz seines Oscars für Keine Zeit für Heldentum (1955) noch relativ unbekannt war. Die Rolle von Lemmon sollte ursprünglich Frank Sinatra übernehmen, der allerdings nicht zu der mit Billy Wilder angesetzten Vorbesprechung erschien. Im Gespräch waren auch Jerry Lewis und Danny Kaye. Während Lewis ablehnte, wollte Kaye die Rolle spielen, wurde allerdings von Wilder abgelehnt. Als Wilder dann Lemmon in der Militärkomödie Operation Mad Ball sah, gefiel er ihm so gut, dass er ihn von Columbia für den Film auslieh. Mit dem Film begann eine sehr erfolgreiche, lang andauernde Zusammenarbeit zwischen Wilder und Lemmon.

#### Nebenrollen
Auch die Nebenrollen wurden stark besetzt. Joe E. Brown, einer von Amerikas erfolgreichsten Komikern der 1930er und 1940er Jahre, der sich eigentlich schon weitgehend in den Ruhestand zurückgezogen hatte, konnte für die Rolle des Osgood gewonnen werden, als Wilder ihn bei der Saisoneröffnung der Los Angeles Dodgers traf. Die von Wilder in späteren Filmen noch häufiger eingesetzte Joan Shawlee und der Zeichentricksprecher Dave Barry spielen die Kapellenleiterin Sue und den Manager Bienstock.
Pat O’Brien als ermittelnder Agent und George Raft als Gangsterboss parodierten ihre Paraderollen. Raft war seit den 1930er Jahren in Gangsterfilmen wie Scarface aktiv und zählte den Mobster Bugsy Siegel zu seinen Freunden. Wie George Raft war Zahnstocher-Charlie-Darsteller George E. Stone oft in Gangsterfilmen zu sehen, so etwa an der Seite von Edward G. Robinson im Gangsterklassiker Der kleine Cäsar. Ursprünglich sollte Robinson die Rolle des obersten Gangsterbosses namens Kleiner Bonaparte spielen, eine Anspielung auf Robinsons berühmteste Rolle. Jedoch wollte Edward G. Robinson nicht mehr mit George Raft zusammenarbeiten, da er sich einmal mit ihm geprügelt hatte. Stattdessen übernahm Nehemiah Persoff die Rolle und lieferte eine Parodie von Mussolini ab. Persoff starb im April 2022 als letzter der im Abspann erwähnten Schauspieler. Um seinem Freund einen Gefallen zu tun, engagierte Wilder dessen Sohn Edward G. Robinson Jr. für die kleine Nebenrolle des Johnny Paradise, des Mörders von Gamaschen-Colombo.
Als Handlanger von Gamaschen-Colombo wurden die Darsteller Mike Mazurki und Harry Wilson verpflichtet, die oft in Handlangerrollen spielten. Wilson wurde zur Unterstreichung seiner Rolle als tumber Gehilfe im Deutschen mit einer seltsamen Stimme synchronisiert. Der Musikagent Poliakoff wird von dem Theaterinhaber Billy Gray gespielt, der in der englischen Originalfassung eine komische Mischung aus Englisch und Jiddisch spricht, Barbara Drew ist als seine Sekretärin Nellie zu sehen. Die Mitglieder der Damenkapelle werden unter anderem von Beverly Wills als Sugars Zimmergenossin Dolores, Sandra Warner als Emily, Helen Perry als Rosella, Laurie Mitchell als Mary Lou, Marian Collier als Olga sowie Grace Lee Whitney verkörpert. Ohne Nennung im Abspann blieb Al Breneman als Hotelpage.

### Dreharbeiten

#### Arbeit am Set

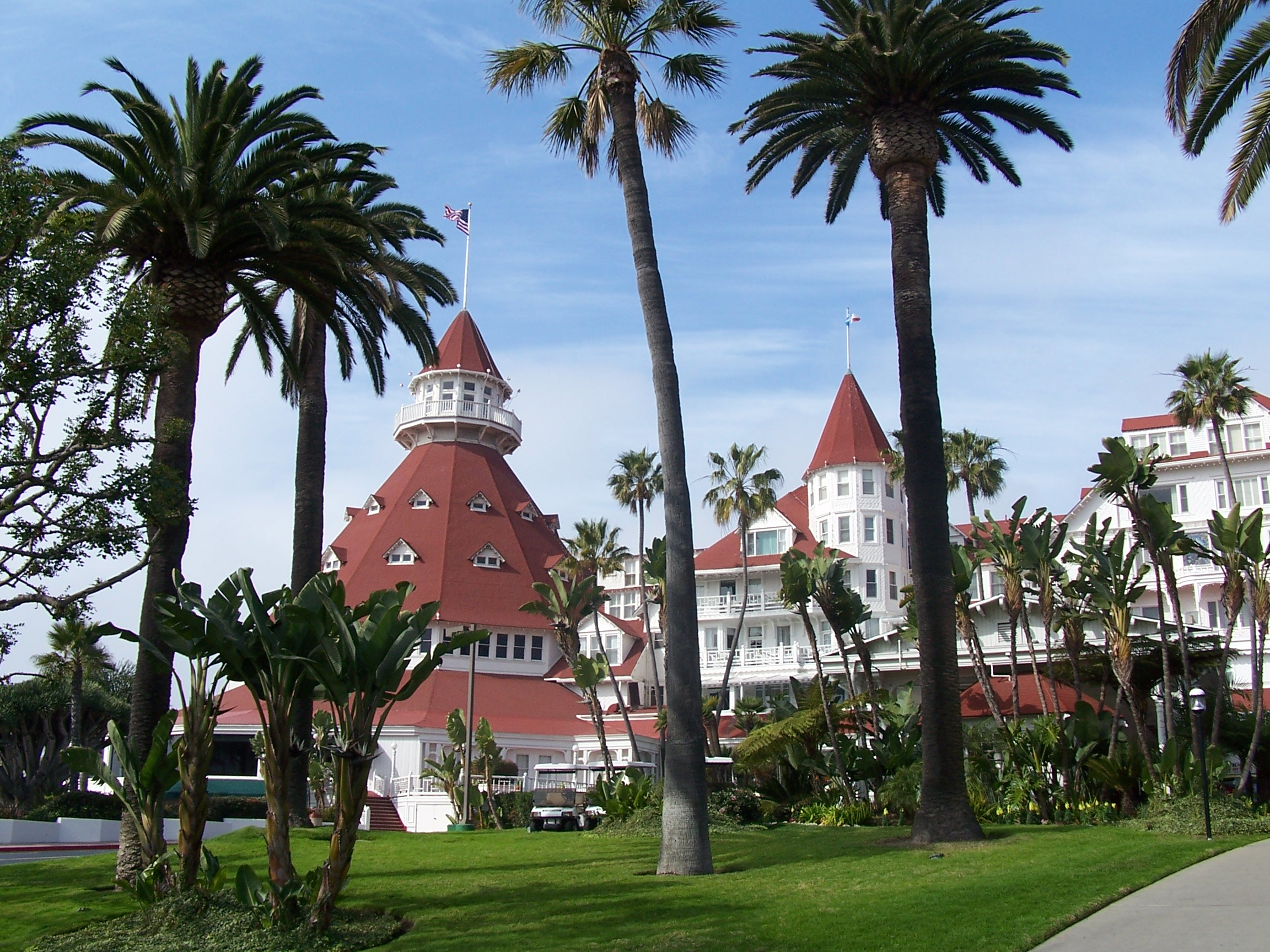
Drehort für die Außenaufnahmen war das viktorianische Hotel del Coronado in San Diego

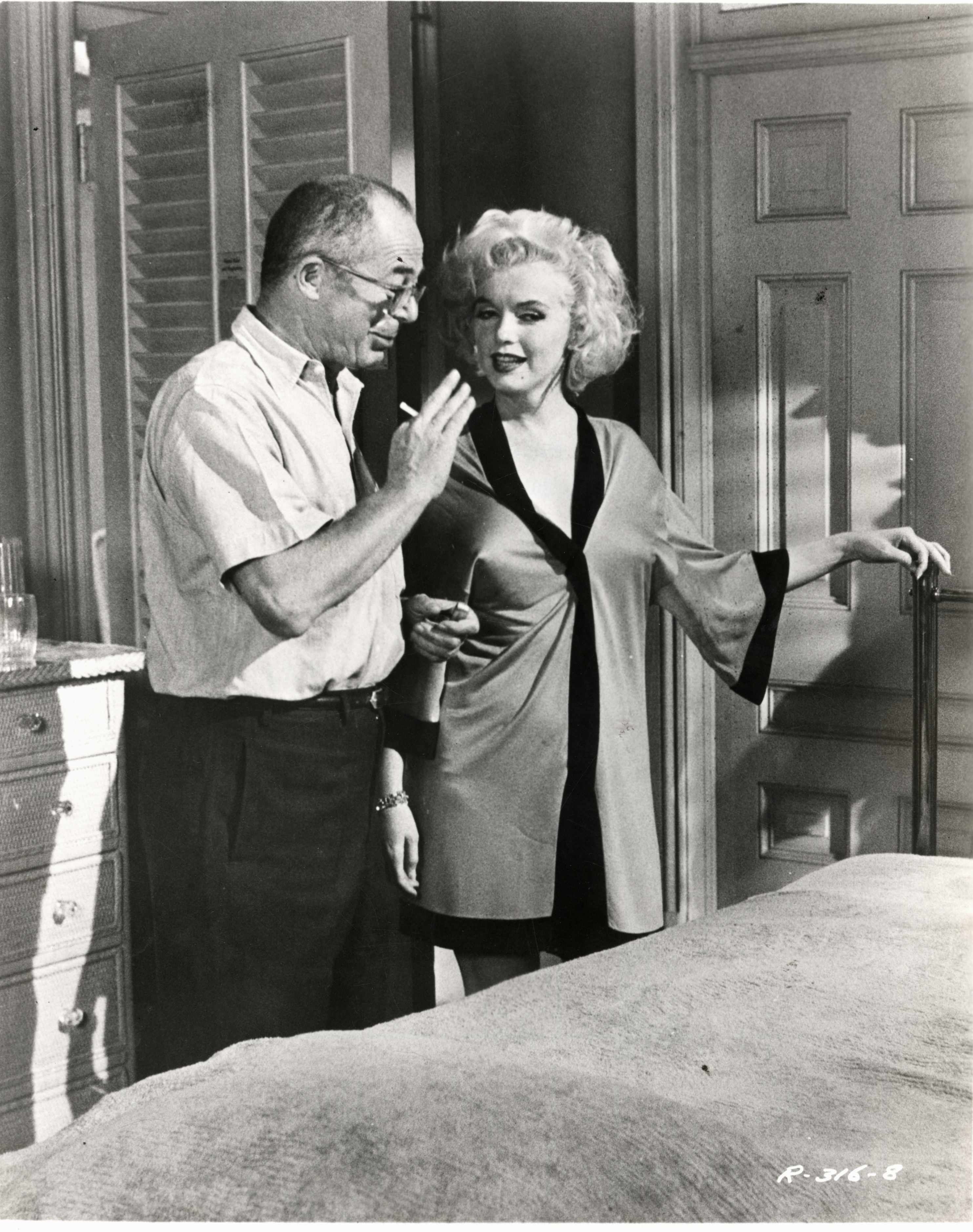
Billy Wilder gibt Marilyn Monroe Anweisungen während der Dreharbeiten

Der Film wurde unter dem Arbeitstitel Not Tonight, Josephine in Kalifornien im September 1958 gedreht. Realisiert wurde der Film von den Produktionsfirmen Mirisch Corporation und Ashton Productions für die United Artists. Als das Seminole Ritz Hotel in Miami fungierte das Hotel del Coronado in San Diego in Kalifornien. Das Haus wurde gewählt, weil es nicht weit von Los Angeles entfernt liegt und optisch in die Zeit der Filmhandlung passt. Bei den Dreharbeiten waren Charles Lang, mit 18 Oscarnominierungen einer der erfolgreichsten Kameramänner aller Zeiten, sowie der zweimal oscarnominierte Filmeditor Arthur P. Schmidt mit an Bord, die beide mehrfach für Billy Wilder arbeiteten. Obwohl der Vertrag von Marilyn Monroe eigentlich vorsah, dass ihre Filme in Farbe produziert werden, hatte Wilder sich entschieden, in Schwarz-Weiß zu drehen. Das Make-up von Tony Curtis und Jack Lemmon in ihrer Verkleidung als Damen hätte neben dem von Marilyn Monroe in Farbe zu maskenhaft gewirkt. Außerdem ließ Wilder einen Transvestiten aus Berlin einfliegen, der Lemmon und Curtis Unterricht geben sollte. Um Curtis als Josephine eine melodischere Falsettstimme zu geben, wurde er im Originalton zudem von Paul Frees synchronisiert.
Ein Drehtag kostete damals 20.000 US-Dollar. Die zum Zeitpunkt der Dreharbeiten schwangere Monroe schraubte die Kosten zusätzlich in die Höhe, weil sie Szenen sehr oft verpatzte, selbst wenn sie nur ein oder zwei kurze Sätze zu sagen hatte. Insgesamt verlängerte sie den Dreh um 20 Tage. Wilder schildert in seinen Erinnerungen, dass sie an der Zimmertür ihrer Freunde anklopfen und sagen sollte: „Ich bin’s, Sugar!“ Stattdessen sagte sie immer wieder: „Sugar, ich bin’s!“ Jack Lemmon und Tony Curtis schlossen während der Dreharbeiten sogar Wetten darüber ab, wie viele Takes Monroe brauchen würde. Für die Szenen am Hotelstrand seien hingegen extra drei Drehtage angesetzt worden, weil wegen der startenden und landenden Militärmaschinen am nahegelegenen Flughafen der Navy immer nach wenigen Minuten unterbrochen werden musste. Trotz langer und schwieriger Textpassagen und sechs Drehbuchseiten habe Marilyn wider Erwarten alles beim ersten oder zweiten Take geschafft, sodass nach 20 Minuten der gesamte Filmausschnitt vollständig gedreht war.
Als Billy Wilder und sein Koautor I.A.L. Diamond in der Nacht vor dem Drehen der Schlussszene noch eine Pointe für die allerletzte Szene brauchten, fiel ihnen nichts Passendes ein. Schließlich schlug Diamond den berühmten Schlusssatz „Nobody’s perfect!“ vor. Zwar fand Wilder den Satz nicht besonders originell, ließ ihn jedoch in Ermangelung einer besseren Idee so stehen in der Hoffnung, ihnen würde noch eine andere Lösung einfallen. Diamond wollte den Satz jedoch im Film haben und sah die Stärke des Satzes in dem Überraschungsmoment. Das Publikum liebe es, Dinge vorauszuahnen. Selbst der dümmste Zuschauer wisse, dass Jerrys letzter Satz „Ich bin ein Mann“ lauten würde. Auch erwarte der Zuschauer darauf eine entsetzte Reaktion Osgoods. Um das Publikum zu überraschen, musste der Schlusssatz so trocken wie möglich sein.

#### Differenzen im Team
Für Aufsehen und Irritationen sorgte Curtis. Auf die Frage eines Kollegen, wie es gewesen sei, Marilyn Monroe zu küssen, hatte er geantwortet, es sei gewesen, „wie Hitler zu küssen“. Nachdem Curtis erst vehement bestritten hatte, dies gesagt zu haben, gab er diesen Ausspruch später zu und erklärte: „Ich sagte das im Scherz. Ich meine, es war eine so verdammt blöde Frage, und so gab ich eine blöde Antwort.“ In Wahrheit habe sie sehr gut geküsst und er habe Marilyn, mit der er 1949 acht Wochen lang zusammen war, sehr gern gemocht. Allerdings sei sie zum Zeitpunkt der Dreharbeiten bereits völlig verwirrt und ohne Selbstvertrauen gewesen.
Marilyn Monroe litt aufgrund ihrer Tablettensucht an Konzentrationsschwächen. Häufig hatte sie ihren Text nicht gelernt oder war mit den Aufnahmen nicht zufrieden. Auch stand sie unter großem Einfluss ihres Schauspielcoachs Paula Strasberg und ihres Ehemanns Arthur Miller, die oft mit Wilder aneinandergerieten. An den Wochenenden flog sie zu ihrem Arzt nach New York. Unter dem Eindruck der entnervenden Dreharbeiten antwortete Wilder später auf die Frage eines Kolumnisten, ob er mit Marilyn Monroe noch ein weiteres Projekt durchziehen werde: „Ich habe darüber mit meinem Arzt und meinem Psychiater gesprochen, und beide meinten, ich sei zu alt und zu reich, um das noch einmal durchzumachen.“ Einige Zeit später und angesichts des enormen Erfolgs des Films pries Wilder Marilyns unvergleichliches Talent, und sie verkündete, es sei ein Privileg für sie, wieder für ihn arbeiten zu können. Im Jahr 2000 gab Wilder als Fazit des Filmdrehs an: „Es war einer der am leichtesten zu drehenden Filme, einschließlich der Probleme mit Marilyn Monroe. Aber wir bekamen sie und mussten mit ihr leben, wir brachten sie durch den Film und sie war großartig. Sie spielte zwar eine Hauptrolle, aber war auch Teil des Ensembles.“

### Ausstattung, Musik und Werbung
Das Szenenbild entstand unter Leitung von Ted Haworth, Edward G. Boyle zeichnete für die Filmausstattung im Kolorit der Zeit verantwortlich. Die Innenaufnahmen wurden in den Metro-Goldwyn-Mayer Studios gemacht. Dort entstanden nicht nur die Interieurs des Nachtclubs, der Büros, der Eisenbahn und des Hotels, sondern, mit Ausnahme der Verfolgungsszene zu Beginn des Films, auch die Szenen in den Straßen von Chicago.
Der Kostümbildner Orry-Kelly wurde zunächst nur damit beauftragt, die Kostüme für Marilyn Monroe anzufertigen. Tony Curtis und Jack Lemmon sollten aus dem Kostümfundus von Western Costumes eingekleidet werden. Sie bekamen zur Anprobe Kleider, die zuvor von weiblichen Filmstars wie Loretta Young oder Debbie Reynolds getragen worden waren. Obwohl man versuchte sie zu ändern, passten sie jedoch nicht zur Statur der beiden männlichen Darsteller. Schließlich wandte sich Tony Curtis an Billy Wilder und erreichte, dass Orry-Kelly auch die Frauenkostüme für ihn und Lemmon anfertigen durfte. Eines der Kleider, das für Jack Lemmon genäht worden war, gefiel Marilyn Monroe so sehr, dass sie es nach kleinen Änderungen selbst trug. Die Haare aller Musikerinnen der Damenkapelle wurden in einem identischen, mittleren Blondton gefärbt. Lediglich Marilyn Monroe durfte in einem auffälligen Platinblond glänzen.
Die Filmmusik wurde von dem Amerikaner Adolph Deutsch, der in den Jahren zuvor dreimal den Oscar erhalten hatte, komponiert. Für die Songs war der Jazzmusiker Matty Malneck verantwortlich. Monroe singt in dem Film den Evergreen I Wanna Be Loved by You sowie Runnin’ Wild und I’m Through with Love, berühmte Lieder dieser Ära.
Nach Fertigstellung des Films mussten noch die Werbefotos für die Plakatwerbung gemacht werden. Marilyn Monroe konnte hierzu nicht mehr zur Verfügung stehen, da ihre Schwangerschaft mittlerweile offensichtlich war. Deswegen machte Sandra Warner, die Darstellerin der Saxofonspielerin Emily, die Aufnahmen mit Lemmon und Curtis. Das Gesicht von Marilyn wurde anschließend auf ihren Körper montiert. Ein farbiges Filmplakat warb mit dem Kalauer „Marilyn Monroe and her bosom companions“ („Marilyn Monroe und ihre Busenfreunde“). Darauf präsentiert sich die tief dekolletierte Hauptdarstellerin mit Lemmon und Curtis in Frauenkleidern an ihrer Seite.

### Synchronisation
Die deutsche Synchronisation des Films erfolgte 1959 bei der Ultra-Film. Marilyn Monroe wurde von ihrer regulären Synchronsprecherin Margot Leonard, Tony Curtis von Erik Schumann synchronisiert. Jack Lemmons Text wurde von Georg Thomalla gesprochen, der acht Jahre zuvor in der nach derselben Geschichte verfilmten deutschen Komödie Fanfaren der Liebe den zweiten Musiker verkörpert hatte.
| Rolle                          | Darsteller             | Synchronsprecher      |
| ------------------------------ | ---------------------- | --------------------- |
| Sugar „Kane“ Kowalczyk         | Marilyn Monroe         | Margot Leonard        |
| Joe (Josephine / Shell Junior) | Tony Curtis            | Erik Schumann         |
| Gerald „Jerry“ (Daphne)        | Jack Lemmon            | Georg Thomalla        |
| Osgood Fielding III.           | Joe E. Brown           | Alfred Balthoff       |
| Gamaschen-Colombo              | George Raft            | Arnold Marquis        |
| Detective Mulligan             | Pat O’Brien            | Siegfried Schürenberg |
| Der kleine Bonaparte           | Nehemiah Persoff       | Werner Lieven         |
| Sweet Sue                      | Joan Shawlee           | Friedel Schuster      |
| Mr. Bienstock                  | Dave Barry             | Franz-Otto Krüger     |
| Sig Poliakoff                  | Billy Gray             | Hugo Schrader         |
| Zahnstocher-Charlie            | George E. Stone        | Gerd Martienzen       |
| Nellie Weinmeyer               | Barbara Drew           | Elisabeth Ried        |
| Johnny Paradise                | Edward G. Robinson Jr. | Axel Monjé            |
| Colombos erster Handlanger     | Mike Mazurki           | Benno Hoffmann        |
| Tankwart in Garage             |                        | Otto Czarski          |

## Filmanalyse

### Inhaltliche Gestaltungsmittel

#### Subversiver Humor und Persiflage
„Es gibt drei wichtige Regeln beim Filmemachen: Du sollst nicht langweilen, du sollst nicht langweilen und du sollst nicht langweilen!“

Wilder war trotz dieser Maxime dafür bekannt, selbst in seinen Komödien subtile gesellschaftskritische Anspielungen unterzubringen. So werden die Lebensumstände der weniger Betuchten und das Leben der Superreichen ironisch überspitzt dargestellt. Auch wird Wilder, der mehrere Jahre in Berlin gelebt hatte, der Einfluss des Weimarer Kinos konstatiert, besonders sichtbar im „subversiven Humor“ und dem Spiel mit der Travestie. In vielen Szenen wird das Verhalten gegenüber dem anderen Geschlecht parodiert, etwa wenn Bienstock Daphne beim Einsteigen in den Zug behilflich sein will. Als sie stolpert, tätschelt er ihr den Po, woraufhin Daphne sich wie eine feine Lady empört. Dies veranlasst Bienstock wiederum zu der Bemerkung, es handle sich eben um wahre Damen. In einer anderen Szene erzählt Jerry fassungslos, dass er im Fahrstuhl von Osgood gekniffen wurde. Darauf entgegnet Joe lakonisch, jetzt wisse er, wie es seinen Schwestern gehe.

#### Burleske Komödie und erotische Anspielungen
Vor allem nimmt Wilder, wie in vielen seiner Filme, die Prüderie im Amerika der 1950er Jahre ins Visier. Was Sexualität im Film anbetraf, galten noch die strengen Bestimmungen des Hays Code. In Hollywoodfilmen hatten damals selbst Ehepaare immer getrennte Betten. Die Erotik in Manche mögen’s heiß beschränkt sich auf einen für damalige Verhältnisse recht zweideutigen Humor, auf ständig erotisch anspielende Dialoge sowie darauf, Marilyn Monroe in hautengen, figurbetonenden Kleidern zu zeigen. Als sie in ihrer ersten Szene auf Stöckelschuhen den Bahnsteig entlang eilt, wird ihr lasziver Hüftschwung von hinten gefilmt. Jede direkte Darstellung von Sex wird jedoch, von einigen Kussszenen abgesehen, vermieden. Suggestiver ist die Bildsprache, wenn Sugar in heißen Dampf gehüllt wird oder wenn Junior während der Liebeslektion langsam das Bein anhebt. In der Sprache übernehmen Zweideutigkeiten, sexuell konnotierte Chiffren und Symbole diese Funktion. So werden die Bestimmungen des Codes geschickt umschifft, etwa als Shell Junior Sugar fragt, wo sie gelernt habe, so zu küssen, und sie antwortet, sie habe Küsse für den Milchfonds verkauft. Junior verspricht, 100.000 Dollar an den Milchfonds zu spenden. Auf die Hitze des Geschehens wird angespielt, wenn Sugar mit Genugtuung feststellt, dass Juniors Brillengläser beschlagen. Bei der Verabschiedung am Hotel rundet er die „Schulden“ von inzwischen 850.000 Dollar großzügig auf eine Million Dollar auf. Was sich in der Zwischenzeit auf der Yacht abgespielt hat, bleibt der Phantasie des Zuschauers überlassen. Tony Curtis parodiert in seiner Verkleidung als verklemmter Öl-Milliardär Shell Junior Cary Grant und dessen britischen Akzent. Curtis selbst soll die Idee dazu gehabt haben. Grant war von Curtis’ Parodie so begeistert, dass er ihn als Co-Star für die noch im selben Jahr erscheinende Komödie Unternehmen Petticoat haben wollte.
Eine pikante Szene ist auch das Gespräch zwischen Jerry alias Daphne und Joe, der als Shell Junior von seinem Rendezvous mit Sugar zurückkommt. Daphne, berauscht vom Tanzen und dem Gedanken, dass Osgood „sie“ heiraten will, wird von Joe mit den nackten Tatsachen konfrontiert. Nachdem Joe das „Problem“ ihrer Beziehung zunächst kunstvoll umkreist, stellt er schließlich die Frage, was sie denn in den Flitterwochen machen wollen. Im Zuschauer werden frivole Bilder evoziert, ohne dass Sex zwischen Männern explizit erwähnt wird. Erst versteht Daphne nicht und antwortet, sie wollten entweder an die Riviera oder zu den Niagarafällen. Damit die Zuschauer die Andeutung mitbekommen, hat Wilder nach jedem Satz von Jack Lemmon eine kurze Gesprächspause eingefügt, in der Daphne mit den Maracas den Tango nachspielt. Durch diesen Kunstgriff wird verhindert, dass die Lacher im Kino den Folgesatz von Tony Curtis und damit Wilders Anspielungen überdecken.

#### Filmzitate
Im Vorfeld der Ermordung von Colombo und seiner Bande zitiert der Film drei wichtige Werke des Gangsterfilm-Genres. So spielt Johnny Paradise, der spätere Killer Colombos und seiner Bande, in der Anmeldeszene im Hotel mit einer Münze, worauf Colombo ihn verärgert anfährt, ob das nicht „ein ganz billiger Trick“ sei. In dem Genreklassiker Scarface hatte Colombo-Darsteller George Raft in einer Nebenrolle als aufstrebender Gangster ebenfalls mit einer Münze gespielt. Dass Gamaschen-Colombo einem seiner Schergen vor Beginn des Banketts eine Frucht ins Gesicht drücken will, erinnert an die berühmte Grapefruit-Szene in Der öffentliche Feind von 1931 mit James Cagney. Der Spitzname „Kleiner Bonaparte“ ist eine Anspielung auf den Gangsterklassiker Der kleine Cäsar (1931) mit Edward G. Robinson, der ursprünglich auch Bonaparte spielen sollte. Im Film wird erwähnt, dass Zahnstocher-Charlie und Bonaparte Knastbrüder und seitdem befreundet waren. George E. Stone, Darsteller von Charlie, spielte in Kleiner Cäsar Edward G. Robinsons Handlanger und Freund.

### Inszenierung

#### Struktur in drei Akten
Bei der Dramaturgie bevorzugte Billy Wilder den Aufbau der Filmhandlung in drei Akten so wie bei klassischen Theaterstücken. In seinen Drehbüchern ohne Vorlage wie Das Appartement konstruierte er die Handlung selbst so, andernfalls nahm er gleich einen Dreiakter als Grundlage. Auch Manche mögen’s heiß folgt diesem Strukturprinzip. Der erste, relativ dramatische Akt wird durch eine Verfolgungsjagd eingeleitet und entwickelt die Grundmotive der beiden Hauptakteure Joe und Jerry, nämlich ihre Armut, die Angst vor den Gangstern und das Interesse an Frauen, auf denen die gesamte weitere Handlung aufbaut. Der zweite Akt widmet sich den amourösen Verwicklungen, die durch die Verkleidung als Frauen entstehen. Er wird eingeleitet durch zwei Paar Männerbeine, die in Damenschuhen ungelenk über den Bahnsteig staksen und führt die dritte Hauptfigur, die Sängerin Sugar, ein. Der dritte Akt, beginnend mit dem Auftauchen der Gangster im Hotel, läutet schließlich das dramatische Ende der Verwechslungskomödie ein. Er beginnt mit Schuhen in Großaufnahme, die man an den Gamaschen sofort als die des Gangsters Colombo erkennt.
Sein Konzept des Dreiakters erläuterte der Regisseur in den Gesprächen mit Volker Schlöndorff. Wilder legte seine Dreiakter stets so an, dass die Hauptakteure am Ende des dritten Aktes eine moralische Entscheidung treffen müssen. In diesem Falle ist dies die Demaskierung und das Eingeständnis der Liebe. Sugar entscheidet sich für die Liebe und gegen ihren Traum von einem Millionär, Joe entscheidet sich, sein bisheriges lasterhaftes Leben zugunsten der Liebe aufzugeben. Durch die Ironisierung in der Schlussszene findet dies seinen Abschluss. Wilder legte das Filmende gerne so an, dass die Zuschauer den weiteren Verlauf der Geschichte gedanklich fortführen können.

#### Kamera, Schnitt und Musik
Wilder wandte für die damalige Zeit moderne Schnitttechniken an, die für ein nicht filmerfahrenes Publikum neu waren. Beim Übergang vom ersten zum zweiten Akt, nachdem Jerry und Joe vor den Gangstern fliehen, ruft Joe mit weiblich verstellter Stimme bei Musikagent Poliakoff an. Nun wird hart geschnitten auf zwei Männerbeine, die ungelenk in Damenschuhen über einen Bahnsteig staksen. Alles, was dazwischen geschehen sein muss, das Verkleiden und Schminken, wird der Phantasie des Publikums überlassen und der Film gewinnt an Tempo. Auch wirkt der Gag, die beiden Protagonisten nun unvermittelt in Frauenkleidern zu sehen, so viel stärker. Zur Einleitung des dritten Aktes bedient Wilder sich abermals dieser Technik. Es werden wieder nur Schuhe gezeigt, die durch das Bild schreiten. Diesmal gehen sie über einen Teppich mit dem Schriftzug des Hotels. An den Gamaschen erkennt der Zuschauer sofort den Gangsterboss aus Chicago. Bereits im ersten Akt war der Gangsterboss zunächst nur an seinen Gamaschen zu erkennen. Durch die dramatische Musik wird das Gefühl der drohenden Gefahr verstärkt.
Für gleichzeitig ablaufende Handlungen wird die Technik der Parallelmontage verwendet, um den Zuschauer auf dem Stand der Dinge zu halten. So werden während der Liebesszenen zwischen Sugar und Junior auf der Yacht immer wieder die Tangoszenen von Daphne und Osgood eingeblendet. Um den Eindruck eines schnellen Ortswechsels zu erzeugen, werden die Bilder zwischen den Szenen verwischt.
Durch den gezielten Einsatz der Musik, von spannungsgeladen und hektisch in den Gangster- und Verfolgungsszenen bis zu gefühlvoll bei den Liebesszenen, werden Bild und Ton kompositorisch zusammengeführt. Marilyn Monroes Auftritte werden dabei von einer eigenen Erkennungsmelodie oder von kurzen, charakteristischen Tonfolgen begleitet. Eine mit stark gedämpfter Trompete gespielte Interpretation von I Wanna Be Loved by You unterstreicht ihren Sexappeal. Auch die Beleuchtung wird geschickt eingesetzt, um den Glamour der Monroe zu unterstreichen. Insbesondere bei den Gesangseinlagen wird sie in Szene gesetzt.

### Historischer Hintergrund
Die historische Epoche des Films ist die Zeit der Roaring Twenties im Jahr 1929, kurz vor der Weltwirtschaftskrise. Es ist die Zeit der Prohibition, des Jazz und der Flapper-Girls. Die ersten Szenen spielen im Chicagoer Gangstermilieu. Die organisierte Kriminalität zeigte kaum Respekt vor dem Staat, was im Film durch das Verhalten der Gangster gegenüber Detective Mulligan verdeutlicht wird. Der Filmbösewicht Gamaschen-Colombo betreibt zur Tarnung ein Beerdigungsinstitut, der reale Gangster Dean O’Banion benutzte einen Blumenladen als Hauptquartier. Das damals als typisch geltende Outfit der Gangster – insbesondere Gamaschen-Colombo in Nadelstreifen und Gamaschen – verweist auf das Chicago-Outfit unter Al Capone. Dieser liebte ebenso italienische Opern wie die Figur des kleinen Bonaparte, dessen Gangstersyndikat unter dem Decknamen „Freunde der italienischen Oper“ in das Hotel in Miami einlädt. Diese Tagung ist wiederum eine Anspielung auf das National Crime Syndicate, während die theatralische Rede des kleinen Bonaparte zur Eröffnung der Sitzung als Parodie auf Benito Mussolini angelegt ist. Das Massaker in der Werkstatt spielt auf das Valentinstag-Massaker an. Zum Einsatz kommen Thompson-Maschinenpistolen, die in den 1920er Jahren in Chicagoer Gangsterkreisen Einzug hielten. Diese Waffe wird bei der Ermordung von Gamaschen-Colombo und seiner Bande erneut benutzt.
Im Film werden zahlreiche bekannte Personen der Roaring Twenties erwähnt, etwa der Schwimmerstar Johnny Weissmüller, die Familie Rockefeller, Gangsterboss Al Capone, der Wiener Nervenarzt Sigmund Freud, Sänger Rudy Vallée, der schon 1926 verstorbene Schauspieler Rudolph Valentino sowie das Schauspielerehepaar Douglas Fairbanks senior und Mary Pickford.
Um Sugar zu erobern, gibt Joe sich als Shell-Junior aus. In einer späteren Szene erwidert Sugar auf den Rat, Shell Junior zu vergessen: „Wie kann ich das? Wo immer ich auch hingehe, gibt es eine Shell-Tankstelle.“ Die Handlung des Films spielt im Februar 1929, die erste Shell-Tankstelle eröffnete in Amerika allerdings erst im Dezember 1929.

## Rezeption

### Publikumserfolg
Manche mögen’s heiß kam am 29. März 1959 in die amerikanischen Kinos und wurde ein großer finanzieller Erfolg. Der Film wurde für rund 2,9 Millionen US-Dollar produziert und spielte allein in den Vereinigten Staaten rund 25 Millionen Dollar ein. Auch in anderen Ländern war die Komödie sehr erfolgreich. In Deutschland kam sie am 17. September 1959 in die Kinos. Im deutschen Fernsehen wurde sie erstmals 1972 gezeigt, wird auch heute immer noch oft wiederholt und ist in mehreren Versionen auf DVD erhältlich. Die Komödie gilt als der bekannteste der zahlreichen Filme von Billy Wilder und war der erfolgreichste von Marilyn Monroe.

### Kritiken

#### Vereinigte Staaten
Manche mögen’s heiß erhielt zum Filmstart hervorragende Kritiken. Hervorgehoben wurden die Regie, die witzige Handlung und die ausgeklügelten Dialoge der cleveren, burlesken Komödie. Gelobt wurden auch die darstellerischen Leistungen und das komödiantische Talent von Monroe, Lemmon und Curtis sowie auch der Nebendarsteller. Negative Kritik entzündete sich im prüden Amerika der 1950er Jahre vor allem an der Freizügigkeit des Films. So wurde unter anderem die Forderung erhoben, die Yachtszene zwischen Joe und Sugar aus dem Film zu streichen. Die National Legion of Decency, eine katholische Filmprüfstelle, gab dem Film das Rating „C“ für „condemned“ (dt.: missbilligt) und sah Manche mögen’s heiß im klaren Widerspruch zu christlichen Traditionen. Der Film sei von Homosexualität bestimmt und die Dialoge seien nicht nur doppeldeutig, sondern auch schmutzig.
Variety, das Branchenblatt der Filmindustrie, schrieb beim Kinostart, Some like it hot sei von Billy Wilder meisterhaft in Szene gesetzt und der wohl witzigste Film seit langem, eine verrückte, clevere, burleske Komödie, die wie ein Feuerwerk beginnt und bis zum Schluss die tollsten Funken sprüht. „Es mag sich abgedroschen anhören, aber Marilyn sah noch nie besser aus. Ihre Leistung als Sugar, die üppige Blondine mit Vorliebe für Saxophonspieler und Männer mit Brille, hat etwas auf köstliche Weise Naives. Sie ist eine Komödiantin mit jener Mischung aus Sexappeal und Gespür für den richtigen Moment, die unschlagbar ist. […] Ob Curtis nun Lemmon an die Wand spielt, oder andersrum, ist unentschieden. Beide sind exzellent.“ Archer Winston von der New York Post lobte vor allem Monroes Leistung: „Um es auf den Punkt zu bringen, Marilyn kann stolz darauf sein, eine Darstellung von solch eigenständiger Qualität abgeliefert zu haben, die einen glauben macht, sie sei einfach sie selbst und sie selbst sei es auch, die so ausgezeichnet in diese vergangene Epoche und diesen Film hinein passt.“ A. H. Weiler, langjähriger Filmkritiker der New York Times und Vorsitzender der New York Film Critics Association, bezeichnete 1959 Billy Wilders Film als überlang, manchmal konstruiert, zugleich aber als eine unerhört witzige Aneinanderreihung von Variationen des uralten Gags von Männern in Frauenkleidern.

„Mister Wilder, unterstützt von ebenfalls sehr begabten Mitwirkenden wie Marilyn Monroe, Jack Lemmon und Tony Curtis, ist es überraschenderweise gelungen eine völlig unglaubwürdige Geschichte in eine ausschweifende Farce zu verwandeln, in der eine wirklich komische Handlung mit bissigen und ausgeklügelten Dialogen konkurriert. […] Mr. Wilder und seine Mitarbeiter setzen […] explosive Pointen.“

Im Jahr 2000 bezeichnete Michael Thomson von der BBC Manche mögen’s heiß als „einen jener seltenen Filme, in denen alle Elemente ständig ineinanderfließen. Sowohl Curtis als auch Lemmon zeigen echtes Gespür sowohl für sexuelle Ambiguität als auch für ausgelassene Albernheit, während Marilyn mit der passenden Unschuld die Possen der beiden Spitzbuben konterkariert. Wilder zeigt alle drei in außerordentlich komischen Szenen, die, originell und mit perfektem Timing, Slapstick und scharfen Witz vereinen. Eine Spitzenkomödie ohnegleichen.“ Manche mögen’s heiß gilt heute als Billy Wilders Meisterwerk und als ein Muster an komödiantischer Perfektion, dank des genialen Drehbuchs von I.A.L. Diamond und Billy Wilder und großer Schauspielkunst von Tony Curtis, Jack Lemmon und Marilyn Monroe. Ebenfalls 2000 bezeichnete der Pulitzer-Preis-Gewinner für Filmkritiken Roger Ebert Wilders Komödie als einen der „bleibenden Schätze des Films“, der von Inspiration und sorgfältigem Handwerk zeuge, in dem es um nichts anderes als Sex gehe, obwohl er so tue, als ginge es um Kriminalität und Gier.

„Durchdrungen von Wilders heiterem Zynismus wird keine Zeit für Rührseligkeiten verschwendet und jeder verhält sich entsprechend der Darwinistischen Theorie. Dann jedoch werden die Charaktere von aufrichtigen Gefühlen überrumpelt: Joe denkt, er will nur Sex, Sugar denkt, sie will nur Geld, und sie sind ebenso erstaunt wie erfreut festzustellen, sie wollen nur einander.“

#### Deutschland
In Deutschland waren die Reaktionen auf Manche mögen’s heiß zumeist positiv. Wegen der sexuellen „Schlüpfrigkeit“ und der „Brutalität“ – unter anderem Männer in Frauenkleidern, mehrere Personen werden erschossen – sowie des Genusses von Alkohol war der Film jedoch von der deutschen FSK zunächst ab 18 Jahren freigegeben und ein Vorführverbot für Feiertage verfügt worden. Später wurde das Alter dann auf 16 herabgesetzt, was nach heutiger Einschätzung vielfach immer noch als zu hoch angesehen wird. Der Spiegel bescheinigte Billy Wilders gelungener Filmfarce, dass über den Erfolg eines Kinostücks nicht das Sujet, sondern seine Zubereitung entscheidet.

„Der Regisseur ambitiöser Kinodramen […] kaufte den abgestandenen deutschen Verkleidungsschwank ‚Fanfaren der Liebe‘, versah ihn mit einer Parodie auf das Gangster-Regiment der zwanziger Jahre und durchzog die Fabel – zwei Musikanten schmuggeln sich in eine Damenkapelle – mit einer Kette lustiger Einfälle. Dann ließ er die Hollywood-Männer Tony Curtis und Jack Lemmon in Frauenkleidern agieren und mietete Marilyn Monroe im Negligé. Resultat: Eine meisterlich zurechtgeschliffene Klamotte von flinkem Witz, der lediglich im Gebrüll des Publikums unterzugehen droht.“

Filmstandardwerke der 1960er Jahre warfen der Komödie ihre „konsequent zynische Perspektive“ vor, die auf einer pessimistischen Grundeinstellung beruhe. Diese Einschätzung änderte sich im deutschsprachigen Raum in den folgenden Jahrzehnten grundlegend. Auch hier wird der Film heute als ein zeitloser Klassiker und als Wilders Meisterwerk angesehen. Das Lexikon des internationalen Films beschreibt Manche mögen’s heiß als eine mit „herrlichem Witz und spritzigen Dialogen entwickelte, temporeiche und überzeugend besetzte Komödie. Die treffsichere Persiflage auf Gangsterfilme und Melodramen enthalte zwar manche Derbheit, ermögliche aber auch Einsichten in das übliche Rollenverhalten.“ Florian Tritsch von Moviemaze bescheinigte Wilder ein erstklassiges Gespür für Tempo, das richtige Maß zwischen ruhigeren, gefühlvolleren Szenen und temporeicher Komödie, eine gute Geschichte und eine wirklich erstklassige Besetzung mit drei Hollywoodstars in Höchstform. Mit Manche mögen’s heiß habe „Regisseur Billy Wilder einen zeitlosen Klassiker geschaffen, der bis heute von seinem Unterhaltungswert nichts verloren hat.“
Im Jahr 2013 zählte der deutsche Regisseur Tom Tykwer Manche mögen’s heiß zu den zehn stilbildenden Meisterwerken des Films. Er schrieb: „Wahrscheinlich die unverschämteste und zugleich klügste Komödie aller Zeiten. Beginnt als knallharter Gangsterfilm, wandelt sich zur Fummel-Klamotte und kulminiert als revolutionäres Queer-Feuerwerk.“

### Auszeichnungen
Der Kostümbildner Orry-Kelly wurde 1960 mit dem Oscar für die besten Kostüme in Schwarzweiß geehrt. Insgesamt war der Film für sechs Oscars nominiert. Die weiteren Nominierungen waren: Bester Hauptdarsteller für Jack Lemmon, beste Ausstattung in einem Schwarzweißfilm, beste Kamera, beste Regie und bestes adaptiertes Drehbuch. In je zwei Kategorien musste der Film jedoch Ben Hur sowie dem Tagebuch der Anne Frank den Vortritt lassen. Bei der Golden-Globe-Verleihung 1960 wurde der Film als beste Komödie ausgezeichnet. Jack Lemmon und Marilyn Monroe erhielten die Preise als bester Hauptdarsteller und beste Hauptdarstellerin in einer Komödie.

## Nachwirkung

### Remake
Der türkische Filmemacher Hulki Saner produzierte 1964 ein Remake unter dem Namen Fistik gibi masallah und ein weiteres 1970 unter dem Titel Fistik Gibi.

### Adaption als Musical

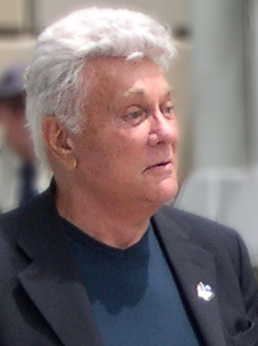
Tony Curtis (2004)

Um 1970 unternahm Michael Stewart einen Anlauf, den Filmstoff als Musical zu adaptieren. George Axelrod führte die Arbeit an dem Buch, das den Arbeitstitel Doing it all for Sugar trug, fort, scheiterte jedoch an dramaturgischen Schwierigkeiten, die sich im zweiten Akt ergaben. Zu diesem Zeitpunkt hatten Komponist Jule Styne und Textdichter Bob Merrill bereits Songs geschrieben. Im September 1971 übernahm Peter Stone die Arbeit am Buch und stellte es mit Unterstützung von Neil Simon auch fertig. Das größte Problem der Adaption bestand darin, dass die atemberaubende Dynamik des Filmschnitts und Elemente wie Verfolgungsjagden und Grimassen, denen der Film seine Anziehungskraft verdankt, auf der Bühne notgedrungen entfielen.
Unter dem Titel Sugar wurde das Stück am 29. März 1972 uraufgeführt, ab dem 9. April 1972 lief es am Broadway im Majestic Theatre, produziert von David Merrick. Nach insgesamt 505 Aufführungen wurde es am 23. Juni 1973 schließlich abgesetzt. In der Originalbesetzung erschienen Robert Morse als Jerry alias Daphne, Tony Roberts als Joe alias Josephine, Elaine Joyce als Sugar Kane und Cyril Ritchard in der Rolle des Osgood. Das Bühnenbild stammte von Robin Wagner. 1973 war das Musical für einen Tony Award als bestes Musical nominiert, verlor jedoch gegen Stephen Sondheims und Hugh Wheelers A Little Night Music. Von 2002 bis 2003 tourte Tony Curtis mit dem Musical durch die USA – diesmal als Osgood Fielding. Seit 1989 wurde Sugar gelegentlich auch in Deutschland aufgeführt.
Ende 2022 erfolgte die Uraufführung einer weiteren Musical-Adaptation unter dem Titel Some like it hot im Shubert Theatre am New Yorker Broadway. Die Musik komponierte Marc Shaiman, die Texte schrieben Shaiman und Scott Wittman nach einem Buch von Matthew Lopez und Amber Ruffin. Eine Hauptrolle übernahm Christian Borle.
Zum Produzententeam des Musicals gehört auch der internationale Popstar Mariah Carey.

### Kultureller Einfluss

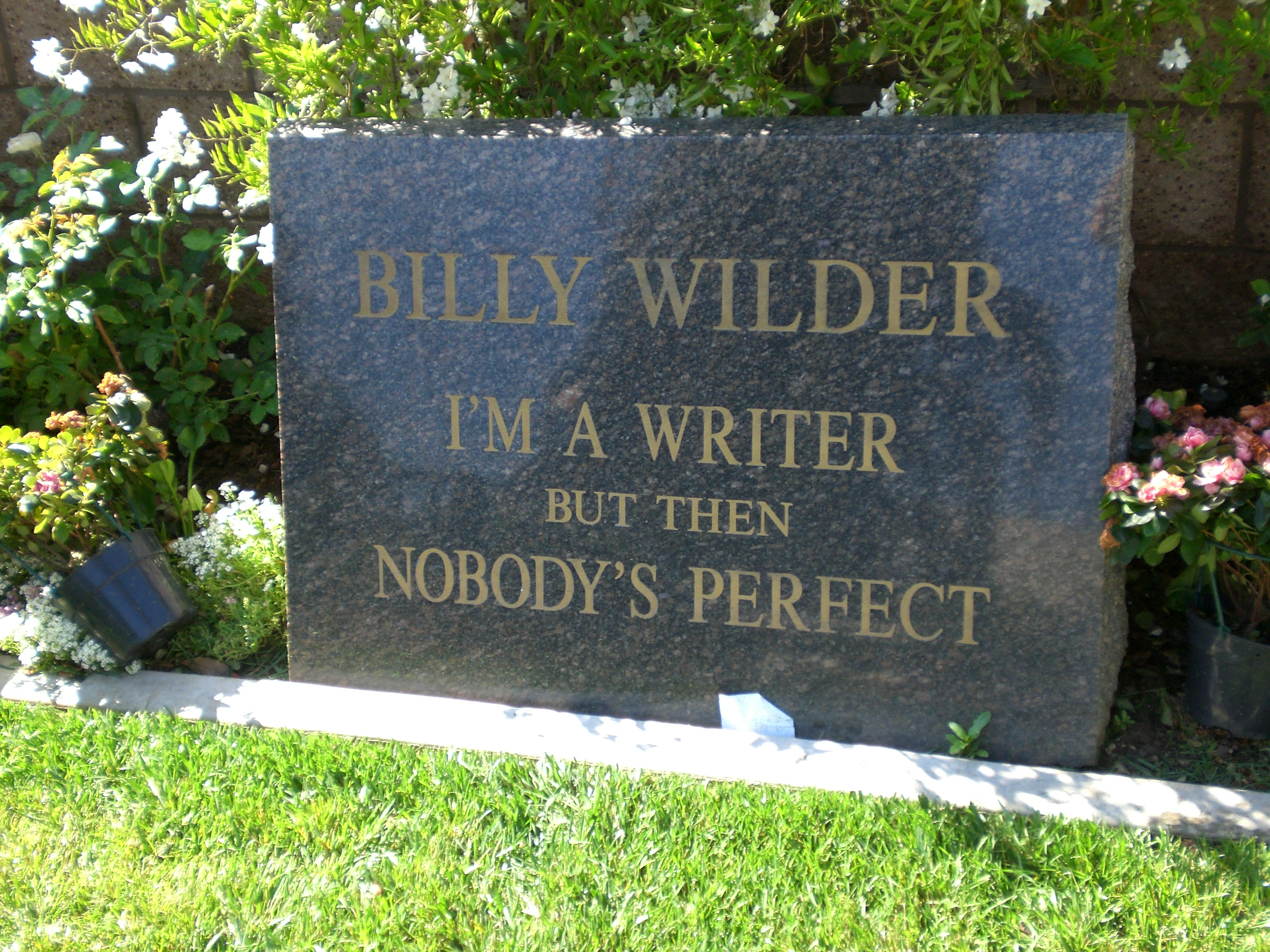
Billy Wilders Grabstein in Anspielung auf den berühmten Schlusssatz „Nobody’s perfect“

Der Schlusssatz von Joe E. Brown sollte legendär werden. „Well, nobody’s perfect!“, zu Deutsch: „Na und? Niemand ist vollkommen!“ oder verkürzt: „Niemand ist perfekt!“, ist auch im Deutschen zu einer Redensart geworden. Der Satz wurde vom American Film Institute unter die 100 wichtigsten Filmzitate gewählt. Wilder meinte dazu: „‚Nobody’s perfect‘ ist der Satz, der mein gesamtes Werk am besten zusammenfasst. Es gibt weder Komödie noch Drama mit perfekten Menschen.“ Billy Wilder bestimmte, dass „Nobody’s perfect“ auf seinem Grabstein stehen sollte. Dieser Wunsch wurde ihm erfüllt.
Die Rock-Band Die Ärzte verwendete 1998 Lemmons Synchronstimme mit dem Ausspruch „Männer? Diese schrecklichen, haarigen Biester …“ in Männer sind Schweine. Der Satz, gesprochen von Georg Thomalla, wurde im Originalton auf Deutsch in den Song (CD-Version) eingespielt. Die Version der Musikkassette (MC) enthält stattdessen den Satz „Eines morgens wachst du auf, der Süße ist weg, und alles, was von ihm übrig bleibt, ist ein altes Paar Socken und eine Tube Zahnpasta“, gesprochen von Margot Leonard als Sugar.
Wegen der Persiflage von typisch weiblichem und männlichem Geschlechterverhalten ist der Film des Öfteren ein Untersuchungsgegenstand im Rahmen der Forschung zur Geschlechtsidentität in den Medien.

### Filmhistorische Bedeutung
Der Film war einer der letzten großen Filme aus der Goldenen Ära Hollywoods und gilt heute als der bekannteste Film sowohl von Marilyn Monroe als auch von Billy Wilder. Deutlicher als fast alle Filme der Zeit enthält er Schlüpfrigkeiten und Anspielungen auf das Geschlechterverhalten und provozierte so das Publikum. Die Erfolge von Manche mögen’s heiß wie auch von Hitchcocks Thriller Psycho haben zur Lockerung und schließlich zur Auflösung des Hays Codes beigetragen.
Das American Film Institute wählte den Film 1998 auf Platz 14 der 100 besten amerikanischen Filme aller Zeiten und im Jahr 2000 auf Platz 1 der 100 besten amerikanischen Filmkomödien aller Zeiten. 2007 wurde er auf Platz 22 der besten amerikanischen Filme gewählt. 2017 landete Manche mögen’s heiß bei einer BBC-Umfrage unter 253 Filmkritikern aus 52 Ländern zur besten Komödie der Filmgeschichte auf dem ersten Platz. Der Film taucht auf fast allen Bestenlisten auf. Bereits 1989 wurde Manche mögen’s heiß in das National Film Registry aufgenommen.